# Вулиця Антона Манастирського (Тернопіль)
Вулиця Антона Манастирського — вулиця в житловому масиві «Східний» міста Тернополя. Названа на честь українського художника Антона Манастирського.

## Відомості
Розпочинається від вулиці Деповської, пролягає на схід, де продовжується вулицею Лесі Українки. Рух по вулиці односторонній — лише від вулиці Дівочої до вулиці Лесі Українки. На вулиці розташовані переважно приватні будинки.

## Дотичні вулиці
Лівобічні: Степана Шагайди, Новосонячна, Андрія Малишка
Правобічні: Гетьмана Петра Дорошенка, Піскова

## Транспорт
На вулиці знаходиться зупинка громадського транспорту «вул. Петра Дорошенка», до якої курсує автобусний маршрут №12.

## Комерція
- РЦ «Амстердам» (Антона Манастирського, 50)